# Olle Adolphsons park

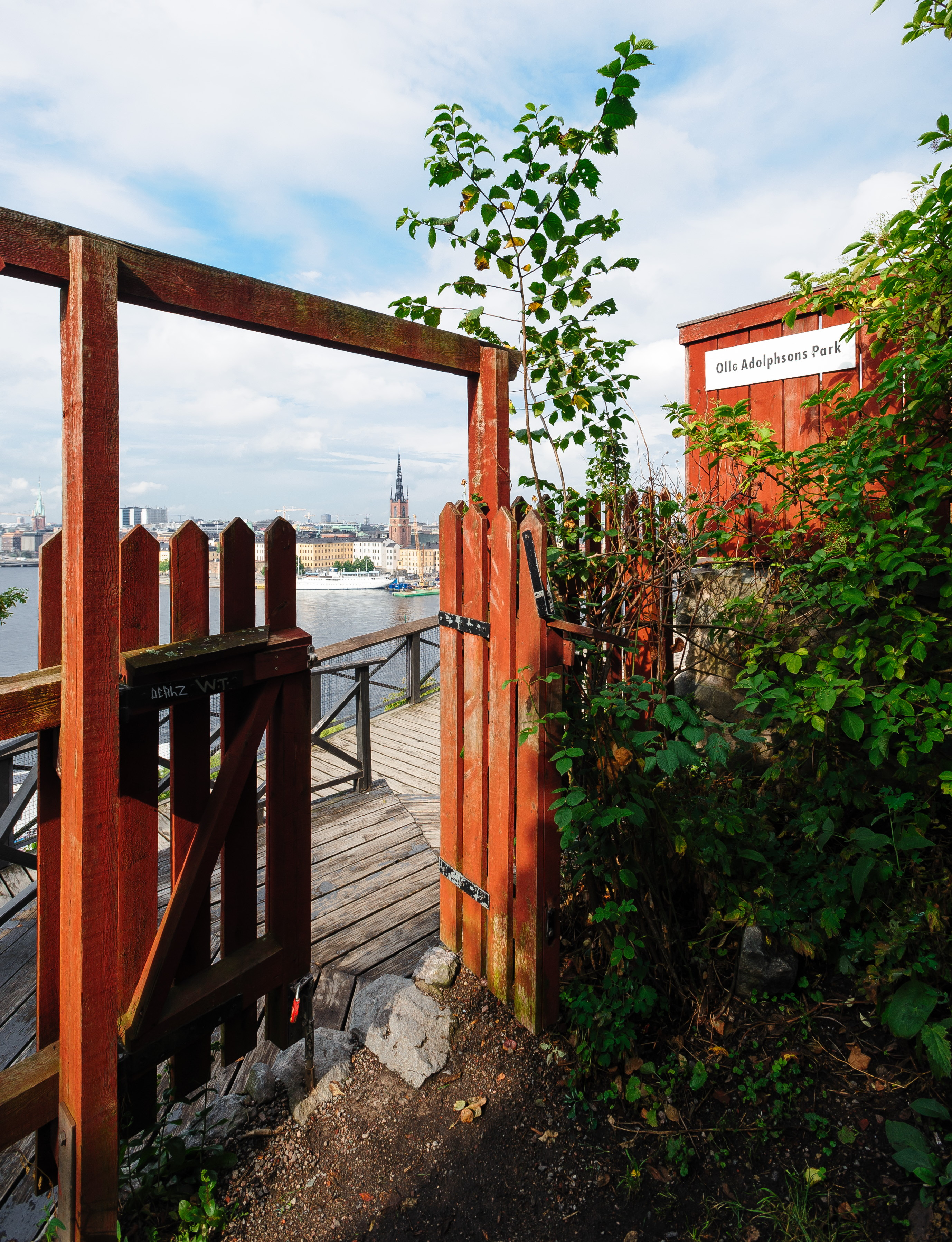
Ingången till parken från Monteliusvägen.

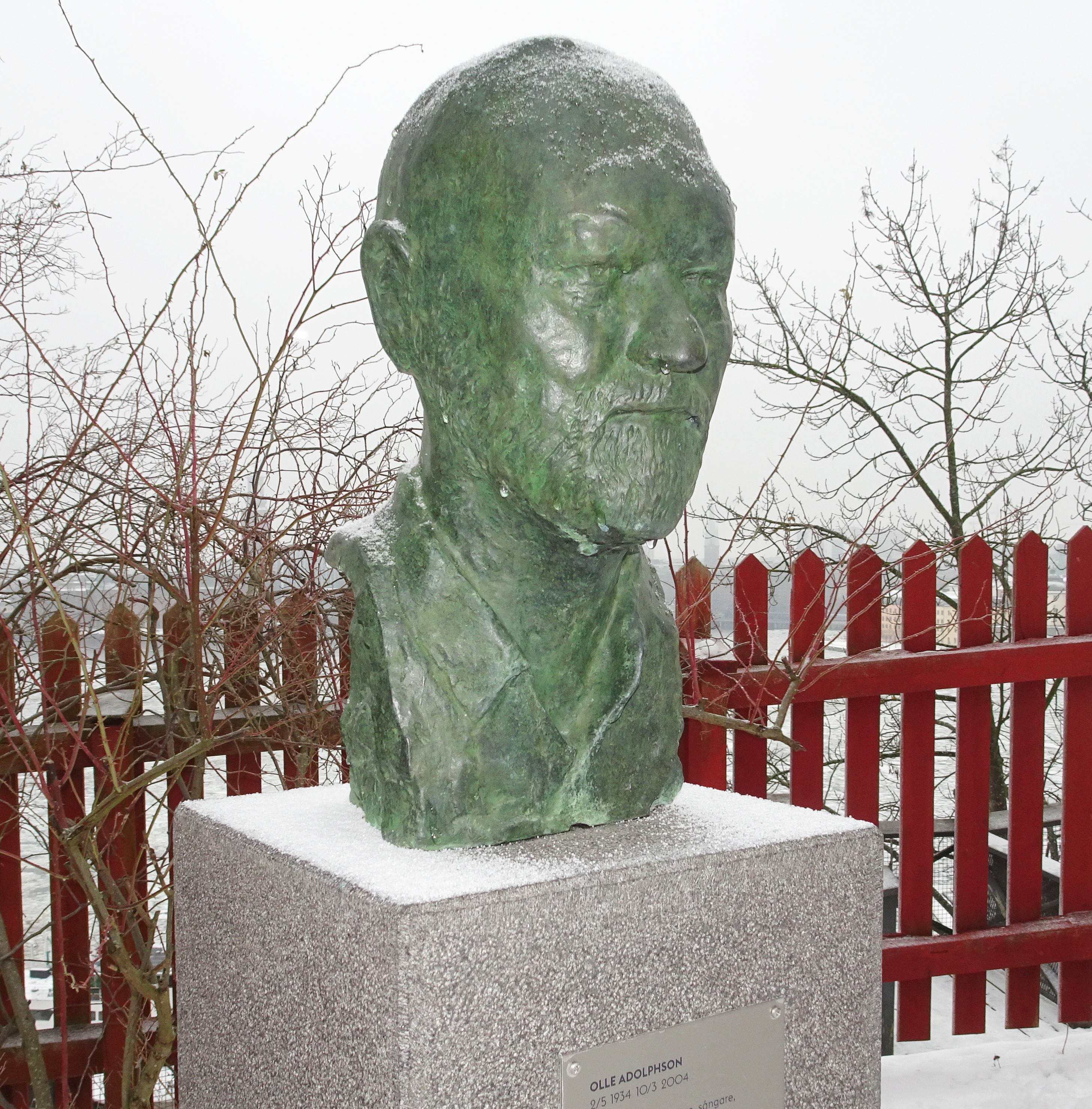
Adolphsons byst i parken.

Olle Adolphsons park är en park på Södermalm i Stockholm. Den tidigare namnlösa parken uppkallades den 10 mars 2014 efter trubaduren Olle Adolphson, som bodde i närheten på Bastugatan 32 under 1950-talet.
Olle Adolphsons park ligger mellan Lilla Skinnarviksgränd och Monteliusvägen på Mariaberget. Skyltarna för parken sattes upp den 23 april 2014. Den lilla parken var från början en träddunge mellan två kvarter där offer för den så kallade "sumpfebern" hölls i väntan på begravningsförrättare, och därför har platsen aldrig bebyggts. Sjukdomen, som numera är mer känd som malaria, var vanlig i Sverige ända fram på 1800-talet.

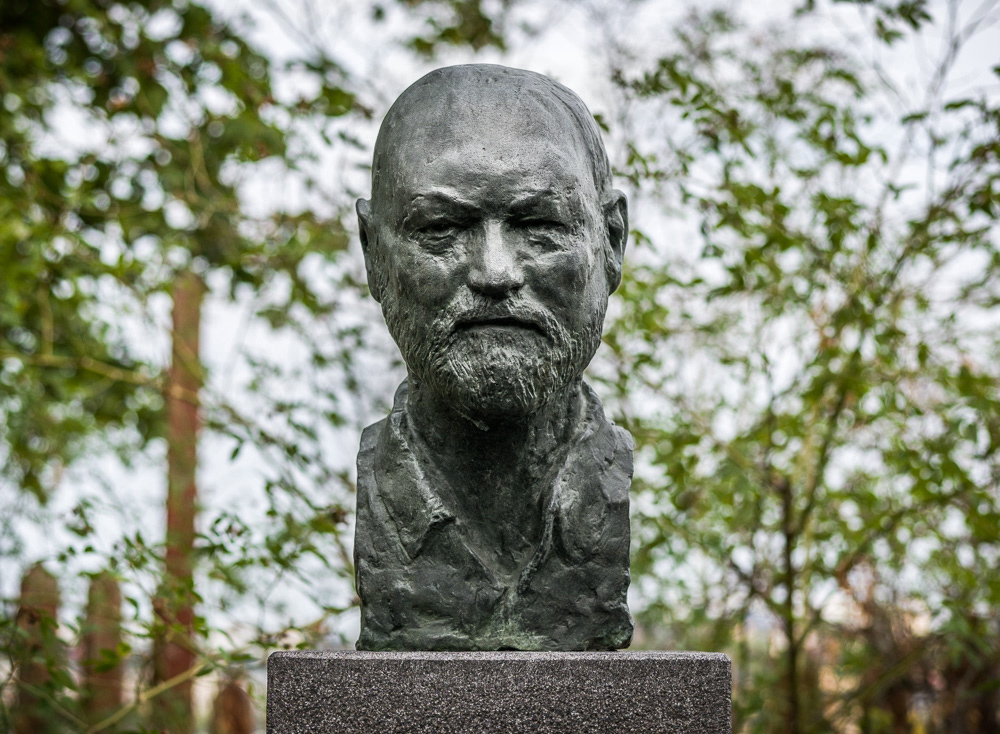
Bysten en face.

I april 2016 avtäcktes i parken en byst i brons föreställande Olle Adolphson. Bysten är utförd av konstnären Olle Seglert, och finansierad genom en privat insamling bland visdiktarens släkt och vänner.